# Cova d'Ilitia
La cova d'Ilitia és una cova natural de 64,5 metres de llarg situada a Amnissos, a uns 7 km de Càndia, a Creta; era dedicada al culte a la dea Ilitia, filla de Zeus i d'Hera.
Aquesta cova va ser esmentada per Homer a l'Odissea.
La cova té uns seixanta metres de llargada, denou a dotze metres d’amplada i de dos a tres metres d’alçada. Cap al mig de la cova hi ha una estalagmita d’uns quatre peus de circumferència i quatre peus d’alçada. Aquesta estalagmita està delimitada per una paret quadrangular de dos metres per tres metres i d’uns quaranta-cinc centímetres d’alçada, feta amb pedres irregulars. Marinatos esmenta dues estalagmites, una de gran i una de més petita, i remunta la paret fins a l'època minoica.
Al seu interior, té una cambra rectangular i uns períbols també rectangulars rodejant estalagmites cilíndriques; a l'exterior, hi ha l'altar on es feien les cerimònies i on van existir alguns edificis dels segles XIV i XIII aC, dels quals queden unes restes i són considerades les cases dels sacerdots
Les troballes testimonien un ús continuat des del Neolític fins a l'època romana i, fins i tot, fins al començament de l'època cristiana, al segle v.
Sembla que la cova d’Ilithyia va recuperar un renovat interès per l’adoració a Creta en època romana, ja que s'hi van descobrir diverses làmpades del període romà i cristià.
La cova fou investigada el 1885 per Joseph Hatzidakis i sistemàticament excavada per Spirídon Marinatos (1929-1938). Hazzidakis va descobrir a la cova molts fragments, principalment prop de la paret, i cap ceràmica sencera. Va resseguir aquests fragments des de "els primers temps fins a l'època romana". Marinatos també va trobar ceràmica, del Neolític i de tots els períodes minoic i grec.